# Bathypyura
Bathypyura är ett släkte av sjöpungar. Bathypyura ingår i familjen lädermantlade sjöpungar.
Kladogram enligt Catalogue of Life:
| Bathypyura | \| \| Bathypyura asymetrica \| \| \| \| \| \| Bathypyura celata \| \| \| \| |
|            | \| \| Bathypyura asymetrica \| \| \| \| \| \| Bathypyura celata \| \| \| \| |
|            | Bathypera                                                                   |
|            |                                                                             |
|            | Boltenia                                                                    |
|            |                                                                             |
|            | Bolteniopsis                                                                |
|            |                                                                             |
|            | Claudenus                                                                   |
|            |                                                                             |
|            | Cratostigma                                                                 |
|            |                                                                             |
|            | Ctenyura                                                                    |
|            |                                                                             |
|            | Culeolus                                                                    |
|            |                                                                             |
|            | Halocynthia                                                                 |
|            |                                                                             |
|            | Hartmeyeria                                                                 |
|            |                                                                             |
|            | Herdmania                                                                   |
|            |                                                                             |
|            | Heterostigma                                                                |
|            |                                                                             |
|            | Microcosmus                                                                 |
|            |                                                                             |
|            | Paraculeolus                                                                |
|            |                                                                             |
|            | Pyura                                                                       |
|            |                                                                             |
|            | Pyurella                                                                    |
|            |                                                                             |
|            | Bathypyura asymetrica                                                       |
|            |                                                                             |
|            | Bathypyura celata                                                           |
|            |                                                                             |

|  | Bathypyura asymetrica |
|  |                       |
|  | Bathypyura celata     |
|  |                       |